# Raymond Herreman
Raymond Herreman (Menen, 21 augustus 1896 - Elsene, 6 maart 1971) was een Belgisch dichter, essayist, journalist en criticus. Hij won tweemaal de driejaarlijkse Belgische Staatsprijs voor Poëzie, in 1931 voor De roos van Jericho en in 1938 voor Het helder gelaat.

## Levensloop
Herreman groeide op te Menen maar verhuisde op tienjarige leeftijd samen met zijn ouders naar Gent. Hij studeerde er aan de normaalschool en was er een studiegenoot van Karel Leroux, Maurice Roelants en Achilles Mussche. Herreman schreef er samen met Maurice Roelants zijn eerste bundels onder een pseudoniem, bevreesd als ze waren om van school gestuurd te worden.
Nadat hij zijn onderwijzersdiploma behaalde, werd Herreman onderwijzer in Brussel. In 1921 richtte Herreman samen met zijn vroegere Gentse studiegenoten en Richard Minne het poëzietijdschrift 't Fonteintje op. Het tijdschrift bleef maar drie jaar bestaan. Daarna werd Herreman journalist, eerst bij Het Laatste Nieuws maar al vlug bij het socialistische dagblad Vooruit. Daarin had hij vanaf 1929 tot in 1970 een dagelijkse literaire column met de naam Boekuil. In 1930 werd Herreman ambtenaar, eerst als redacteur van het Beknopt verslag van de Belgische Senaat, van 1945 tot aan zijn pensioen in 1964 was hij er de directeur van.
Zijn eerste grote dichtbundel, De roos van Jericho verscheen in 1931. De bundel bestond uit drie cyclussen uit het rijke ervaringsgebied van Herreman. Zijn latere dichtbundels evolueerden naar het classicisme. De Tweede Wereldoorlog gaf Herreman de nodige inspiratie en er verschenen enkele dichtbundels op korte tijd. Na zijn benoeming als directeur van het Beknopt Verslag zullen er gedurende meer dan tien jaar geen dichtbundels meer verschijnen.
Tussen 1932 en 1935 was Herreman redacteur van het literair tijdschrift Forum. In 1946 was hij een van de medestichters van het Nieuw Vlaams Tijdschrift waarvan hij redacteur werd. In 1947 werd Herreman lid van de Koninklijke Academie voor Nederlandse Taal- en Letterkunde.

## Familie
Raymond Herreman huwde in 1918 met Yvonne Ligot. Hij had twee dochters, Paule, de bekende televisiepresentatrice van de RTBf en Suzanne. Verder was hij de schoonbroer van schrijver Joris Vriamont.

## Werken
- Eros, 1914 (poëzie onder het pseudoniem Raymond Vere)
- Verwachtingen, 1916 (toneelbundel onder het pseudoniem Raymond Vere)
- De roos van Jericho, 1931 (poëzie)
- Vlaamsche arbeiderspoëzie, 1931 (essay)
- De hedendaagse Vlaamsche letterkunde - Littérature belge de langue flamande, 1935 (essay)
- Het helder gelaat, 1937 (poëzie)
- Wie zijn dag niet mint, zal ten onder gaan, 1940 (poëzie)
- Zeg mij hoe gij leest, 1941 (essay)
- Drie minnaars gevolgd door Het wit papier en Art poétique, 1942 (poëzie)
- Vergeet niet te leven. Klein handboek van het geluk, 1943 (essay)
- Album, 1944 (kritieken)
- Vlaanderen, let op uw zaak, 1945 (essay)
- Gedichten, 1956 (poëzie)
- Achilles Mussche, 1966 (biografie)
- Wankelbaar evenwicht, 1967 (poëzie, bloemlezing)